# Sal Franzella
Salvador Franzella Jr. (New Orleans, 25 april 1915 - 8 november 1968) was een Amerikaans jazz-saxofonist en klarinettist.
Franzella werkte rond 1937 bij Louis Prima, met wie hij op tournee ging. Hij speelde eind jaren dertig mee bij opnames van Paul Whiteman en was in New York en Los Angeles actief als studiomuzikant. Hij is te horen op platen van onder meer Phil Napoleon, Jack Teagarden, Teddy Grace en Frank Sinatra (met het orkest van Nelson Riddle). In de periode 1937-1956 werkte hij mee aan zo'n vijftig opnamesessies. Ook nam hij in 1946 voor het label Swan Records een plaat als leider op.

## Discografie
- Hugh Waddill "at the Console" (radio-opnames), Lang-Worth
- Sal Franzella Quintet and the Accordionaires, Varsity

- Bibliothèque nationale de France: cb17108920b (data)
- International Standard Name Identifier: 0000 0000 2302 6458
- Library of Congress Control Number: n00068931
- MusicBrainz: 70ec2cfe-1208-4a5b-970b-b96cedf2172f
- Virtual International Authority File: 40606943
- WorldCat: E39PBJyH3WhvWhPMPgBmW6qvpP